# Inefabilitat
La inefabilitat és la propietat de determinades realitats de ser incomunicables, és a dir, allò que no pot transmetre's pel llenguatge. Es considera inefable: Allò que va més enllà dels límits del coneixement humà (com el noümen de Kant); els qualia o la natura subjectiva de la percepció; les emocions més intenses; experiències del misticisme; el tao; el nom i la natura de Déu segons el judaisme.